# Rhododendron rivulare
Rhododendron rivulare är en ljungväxtart som beskrevs av Hand.-mazz. Rhododendron rivulare ingår i släktet rododendron, och familjen ljungväxter. Utöver nominatformen finns också underarten R. r. kwangtungense.